# Cantonul Gérardmer
Cantonul Gérardmer este un canton din arondismentul Saint-Dié-des-Vosges, departamentul Vosges, regiunea Lorena, Franța.

## Comune
- Gérardmer (reședință)
- Liézey
- Xonrupt-Longemer